# Гортат, Януш
Я́нуш Кази́меж Го́ртат (пол. Janusz Kazimierz Gortat; 5 ноября 1948, Бжозув — 19 декабря 2023) — польский боксёр полутяжёлой весовой категории, выступал за сборную Польши в 1970-е годы. Бронзовый призёр летних Олимпийских игр в Мюнхене и Монреале, обладатель серебряной медали чемпионата Европы, победитель многих международных турниров и национальных первенств. Также известен как тренер по боксу.

## Биография
Януш Гортат родился 5 ноября 1948 года в деревне Бжозув, Лодзинское воеводство. Активно заниматься боксом начал в возрасте семнадцати лет, проходил подготовку в варшавском клубе «Легия». На взрослом первенстве Польши дебютировал в 1969 году, помимо этого, в том же сезоне впервые поучаствовал в крупном международном турнире — съездил на чемпионат Европы в Бухарест, где в четвертьфинале со скользким счётом 2:3 проиграл югославу Мате Парлову. Два года спустя на европейском первенстве в Мадриде на стадии четвертьфиналов вновь встретился с Парловым и вновь потерпел от него поражение. Благодаря череде удачных выступлений удостоился права защищать честь страны на летних Олимпийских играх 1972 года в Мюнхене, дошёл до полуфинала, где снова был выбит Парловым — все пять судей отдали победу югославу.
Получив бронзовую олимпийскую медаль, Гортат продолжил выходить на ринг в составе национальной сборной, принимая участие во всех важнейших соревнованиях. В 1973 году на чемпионате Европы в Белграде выиграл серебряную медаль (в финале со счётом 0:5 в очередной раз уступил своему извечному противнику в полутяжёлом весе Мате Парлову). Через два года ездил на первенство Европы в Катовице, не смог пройти дальше четвертьфиналов, проиграв советскому боксёру Анатолию Климанову.
Оставаясь в числе лидеров сборной Польши, Януш Гортат прошёл квалификацию на Олимпийские игры 1976 года в Монреале, где впоследствии пробился в полуфиналы и со счётом 0:5 проиграл американцу Леону Спинксу, будущему чемпиону мира среди профессионалов. В 1978 году участвовал в зачёте чемпионата мира в Белграде, возлагал на этот турнир большие надежды, однако уже во втором своём матче проиграл представителю СССР Леониду Шапошникову — судья остановил бой во втором раунде ввиду явного преимущества соперника. Гортат продолжал боксировать вплоть до 1982 года, однако в последнее время уже не показывал сколько-нибудь выдающихся результатов. Всего в любительском олимпийском боксе провёл 317 боёв, из них 272 окончил победой, 38 поражением, в восьми случаях была зафиксирована ничья.
После завершения карьеры спортсмена Януш Гортат работал тренером в своём родном клубе «Легия», оставив этот пост в 1994 году. Среди его учеников такие известные польские боксёры-профессионалы как Анджей Голота и Томаш Адамек.
Умер 19 декабря 2023 года в возрасте 75 лет.
Сын – известный баскетболист, игрок NBA Марцин Гортат.